# Euphorbia piscidermis
Euphorbia piscidermis M.G.Gilbert es una especie fanerógama perteneciente a la familia de las euforbiáceas. Se encuentra en Etiopía.

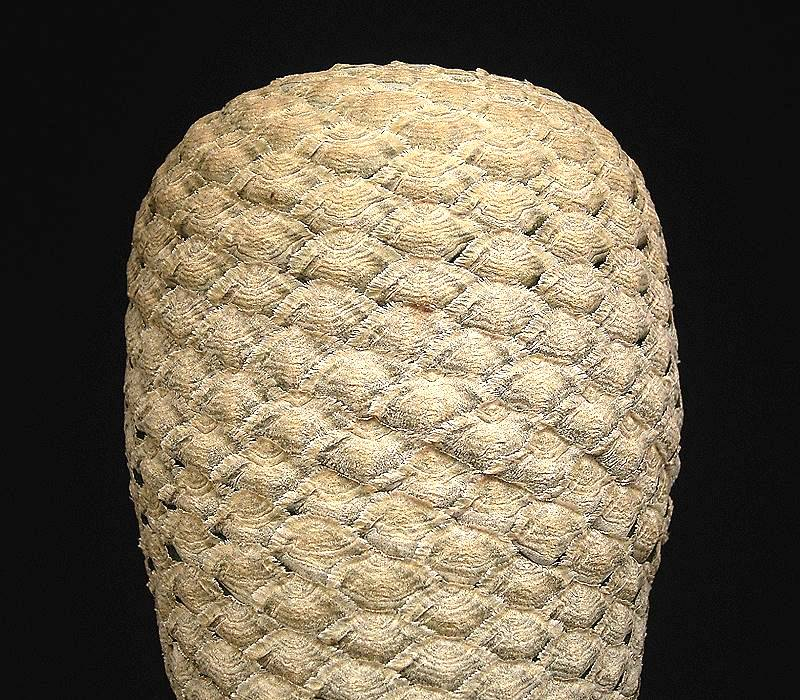
Detalle de la planta

## Descripción
Es una planta suculenta con un tallo simple subgloboso-cilíndrico de 11x7, 5 cm, por lo general menos, cubiertos por tubérculos truncadas dispuestas en espiral apretados, con los márgenes superiores  hacia arriba.

## Ecología
Caducifolio en matorrales muy abiertos  con  pequeños arbustos que pertenecen a la familia Acanthaceae y Labiatae en los bajos, suelos probablemente de yeso, en las crestas (o piedra caliza), a una altitud de 1000-1050 metros. La planta está restringida a dos parches muy locales; etc.
Sin embargo muy poco frecuente en el cultivo.
Es una planta suculenta altamente especializada cuyas afinidades son inciertas (Euphorbia turbiniformis, Euphorbia horwoodii). La especie más cercana es Euphorbia gymnocalycioides.

## Taxonomía
Euphorbia piscidermis fue descrita por Michael George Gilbert y publicado en Kew Bulletin 28: 437. 1973[1974].
Etimología
Euphorbia: nombre genérico que deriva del médico griego del rey Juba II de Mauritania (52 a 50 a. C. - 23), Euphorbus, en su honor – o en alusión a su gran vientre –  ya que usaba médicamente Euphorbia resinifera. En 1753 Carlos Linneo asignó el nombre a todo el género.
Piscidermis: epíteto latino que significa "con piel de pez".